# 26012 Sanborn
26012 Sanborn este o planetă minoră (asteroid), cu un diametru de 4,501 km, din centura de asteroizi. A fost descoperită pe 24 martie 2001 la Stația Anderson Mesa de Lowell Observatory Near-Earth-Object Search. 
Obiectul prezintă o orbită caracterizată de o semiaxă mare de 2,6437934 UAi, o excentricitate de 0,12, o înclinație de 14,00822 ° în raport cu ecliptica.